# Chiara Gribaudo
Chiara Gribaudo (Cuneo, 16 maggio 1981) è una politica italiana, dal 15 marzo 2013 deputata alla Camera per il Partito Democratico e dal 12 marzo 2023 vicepresidente del Partito Democratico.

## Biografia
Nata il 16 maggio 1981 a Cuneo, dove si è diplomata all'Istituto tecnico commerciale Franco Andrea Bonelli ed è stata presidente della Consulta Giovanile cittadina, iscritta fin da giovanissima all’Associazione Nazionale Partigiani d'Italia, educatrice laureatasi in Scienze della formazione primaria, è stata consigliera comunale di Valdieri (CN) dal 2001 al 2006, consigliera comunale di Borgo San Dalmazzo (CN) dal 2007 al 2017 e assessora all'ambiente, informatica, politiche giovanili ed europee nella giunta comunale di Borgo San Dalmazzo guidata da Gianpaolo Beretta dal 2012 al 2014.
Nel 2012 ha sostenuto la candidatura del segretario del PD Pier Luigi Bersani alle primarie del centro-sinistra "Italia. Bene Comune" per la scelta del candidato alla Presidenza del Consiglio.

### Elezione a deputata
Alle elezioni politiche del 2013 viene candidata alla Camera dei deputati, tra le liste del Partito Democratico (PD) nella circoscrizione Piemonte 2 in decima posizione, venendo eletta deputata come ultima degli eletti. Nella XVII legislatura della Repubblica è stata componente della 11ª Commissione Lavoro pubblico e privato e vice-capogruppo del gruppo parlamentare PD alla Camera dal 2015 al 2018.
All'interno del Partito Democratico la Gribaudo si colloca nella corrente dei "Giovani Turchi" guidata dal presidente del PD Matteo Orfini.
Alle elezioni politiche del 2018 viene ricandidata alla Camera, tra le liste del Partito Democratico nel collegio plurinominale Piemonte 2, venendo rieletta a Montecitorio. Nel corso della XVIII legislatura è stata componente della 11ª Commissione Lavoro pubblico e privato, spendendosi in prima persona per le leggi sulla parità salariare e sulla rappresentatività delle organizzazioni sindacali, e vice-capogruppo del gruppo parlamentare PD alla Camera dal 2018 al 2021.
Nell'agosto 2020, a poche settimane dal referendum costituzionale sulla riduzione del numero di parlamentari legato alla riforma avviata dal governo Conte I guidato dalla Lega assieme al Movimento 5 Stelle e concluso dal governo Conte II guidato dalla coalizione M5S e PD, la Gribaudo, in linea con la corrente dei "Giovani Turchi", annuncia il suo voto contrario, in dissidenza con la linea ufficiale del suo partito, schierato per il "Sì".
Alle elezioni politiche anticipate del 2022 viene candidata alla Camera per la terza volta, come capolista della lista elettorale Partito Democratico - Italia Democratica e Progressista nel collegio plurinominale Piemonte 2 - 02, risultando eletta. Nella XIX legislatura è vicepresidente della 11ª Commissione Lavoro pubblico e privato e presidente della Commissione parlamentare d'inchiesta sulle condizioni di lavoro in Italia, sullo sfruttamento e sulla tutela della salute e della sicurezza nei luoghi di lavoro pubblici e privati.

### Vicepresidente del PD
Alle elezioni primarie del PD del 2023 Gribaudo sostiene la mozione della deputata Elly Schlein, contro quella di Stefano Bonaccini appoggiata dai "Giovani Turchi" di Orfini, andando a coordinare i suoi comitati per la campagna elettorale, che alla fine risulterà vincente con il 53,75% dei voti e il successivo 12 marzo viene eletta vicepresidente del PD, insieme alla presidente del Consiglio regionale della Puglia Loredana Capone, all'unanimità dall'Assemblea nazionale.
In vista delle elezioni regionali in Piemonte del 2024, Gribaudo annuncia la sua disponibilità a candidarsi alla presidenza della Regione; tuttavia, in seguito alle trattative interne all'assemblea regionale del PD, la sua candidatura viene scartata in favore della nomina di Gianna Pentenero.